# Meridiano 119 oeste
El meridiano 119 oeste de Greenwich es una línea de longitud que se extiende desde el Polo Norte atravesando el océano Ártico, América del Norte, el océano Pacífico, el océano Antártico y la Antártida hasta el Polo Sur.
El meridiano 119 oeste forma un gran círculo con el meridiano 61 este.
Comenzando en el Polo Norte y dirigiéndose hacia el Polo Sur, el meridiano 119 oeste pasa a través de:
| Coordenadas                         | País, territorio o mar         | Notas |
| ----------------------------------- | ------------------------------ | --- |
| 90°0′N 119°0′O / 90.000, -119.000   | Océano Ártico                  | |
| 77°19′N 119°0′O / 77.317, -119.000  | Canadá                         | Territorios del Noroeste - Isla del Príncipe Patrick |
| 76°8′N 119°0′O / 76.133, -119.000   | Crozier Channel                | |
| 75°46′N 119°0′O / 75.767, -119.000  | Canadá                         | Territorios del Noroeste - Isla Eglinton |
| 75°34′N 119°0′O / 75.567, -119.000  | Estrecho de McClure            | |
| 74°0′N 119°0′O / 74.000, -119.000   | Canadá                         | Territorios del Noroeste - Isla de Banks |
| 72°40′N 119°0′O / 72.667, -119.000  | Estrecho del Príncipe de Gales | |
| 71°56′N 119°0′O / 71.933, -119.000  | Canadá                         | Territorios del Noroeste - Isla Victoria |
| 71°37′N 119°0′O / 71.617, -119.000  | Golfo de Amundsen              | |
| 69°16′N 119°0′O / 69.267, -119.000  | Canadá                         | Nunavut Territorios del Noroeste - pasando a través del Gran Lago del Oso Alberta Columbia Británica - unos 2 km Alberta - unos 2 km Columbia Británica |
| 49°0′N 119°0′O / 49.000, -119.000   | Estados Unidos                 | Washington Oregón Nevada California |
| 34°4′N 119°0′O / 34.067, -119.000   | Océano Pacífico                | Pasa justo al este de la Isla Santa Bárbara, California, Estados Unidos                                                                                 |
| 60°0′S 119°0′O / -60.000, -119.000  | Océano Antártico               | |
| 73°43′S 119°0′O / -73.717, -119.000 | Antártida                      | Territorio no reclamado |